# Kościół Najświętszej Maryi Panny Królowej Polski w Myślachowicach

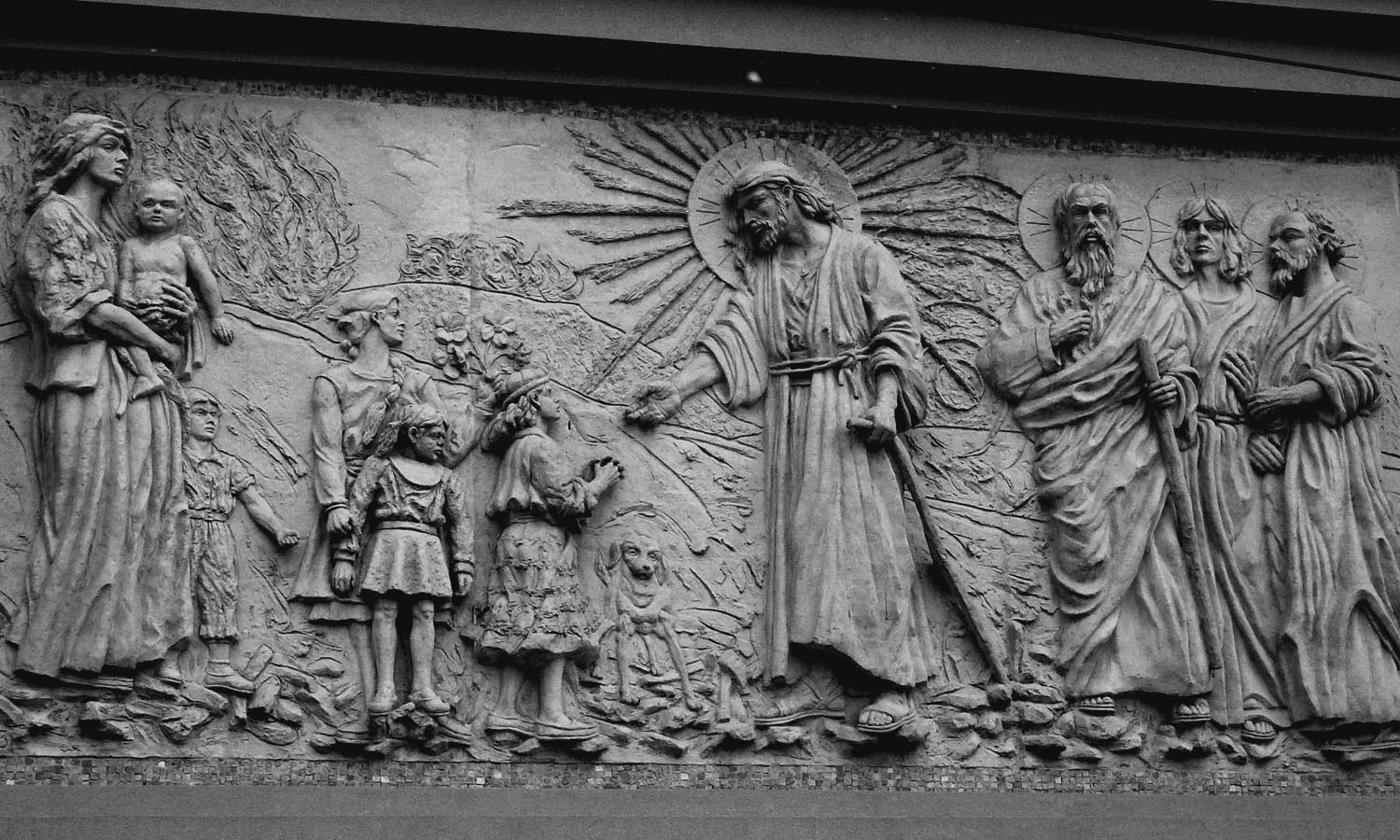
płaskorzeźba na fasadzie kościoła

Kościół pod wezwaniem Kościół Najświętszej Maryi Panny Królowej Polski w Myślachowicach – rzymskokatolicki kościół parafialny we wsi Myślachowice.

## Historia
Budowę kościoła rozpoczęto 7 kwietnia 1975 roku. Inicjatorem budowy świątyni był ks. proboszcz Zbigniew Jorman, projektantem inż. Roman Łomnicki, a kierownikiem budowy mgr inż. A. Neissner.
Kamień węgielny pod budowę położono 2 lipca 1975 roku w czasie ordynariatu księdza Kardynała Wojtyły. Pod koniec 1975 roku podziemie kościoła było wykończone. Pierwszą mszę w nawie głównej kościoła odprawiono w Boże Narodzenie 1976 roku. Budowę kościoła zakończono w 1977 roku, w podziemiach kościoła urządzono kryptę pogrzebową, a pozostałą część podziemia przeznaczono na salę katechetyczną. W roku 1994 umieszczono na bocznej fasadzie świątyni, monumentalnych rozmiarów płaskorzeźbę autorstwa gdańskiego artysty rzeźbiarza Zbigniewa Wąsiela.